# Massimo Guerrera
 (mars 2021).
Massimo Guerrera est un artiste multidisciplinaire québécois né à Rome, Italie, en 1967. Il vit et travaille à Montréal. 

## Biographie
Massimo Guerrera naît en 1967 à Rome.
Il fait ses études collégiales en graphisme aux Cégep Ahuntsic. En 1992, Guerrera obtient son Baccalauréat en arts visuels de l’Université du Québec à Montréal.
Massimo Guerrera utilise différents médiums, tels le dessin, l’écriture, la photographie, l’installation et la performance pour travailler sur l’espace fertile de la rencontre et ses mouvements. Entre la présence de l’être-ensemble et la solitude de l’atelier. C’est une démarche qui porte sur les oscillations sensibles de nos relations. Celles qui régissent les ouvertures et les fermetures de notre corps, de notre parole et de notre esprit, pour entrer en lien avec l’autre et nos environnements subtils. Sa démarche performative, s’articule depuis 1989, autour de ces rapports profonds qui régissent l’altérité et les phénomènes qui nous traversent. Ces questionnements se sont ancrés dans une pratique quotidienne, reliée et nourrit par une pratique méditative. Ils s’incarnent dans une série de projets de longue-durée, s’articulant autour de ces oscillations de la conscience et ses différents modes d’écritures. Il s’agit d’un travail attentif sur le processus de création, la présence et les différents états d’esprit qui s’y développent.

## Prix et distinctions
- 2001 : Prix Ozias-Leduc de la Fondation Émile-Nelligan[2].
- 2008 : Prix Louis-Comtois[2]

## Expositions
- Galerie Leonard & Bina Ellen, Université Concordia, Montréal, 1999[3].
- Kitchener-Waterloo Art Gallery, Kitchener, 2001.
- Musée national des beaux-arts du Québec, Québec, 2002[4].
- Mercer Union, Toronto, 2003[5].
- Galerie Yahouda, Montréal, février-mars 2004[6].
- Verge Gallery, Vancouver, 2004.
- Clint Roenisch Gallery, Toronto, 2004[7].
- CAPC-Musée d’art contemporain, Bordeaux, 2005.
- Dunlop Art Gallery, Régina, 2007.
- Fonderie Darling, Montréal, 2008[8].
- Biennale de Liverpool, Liverpool, 2010[9],[10].
- La Triennale québécoise, Musée d’art contemporain de Montréal, 2010[11],[10].
- Mois de la Photo de Montréal, 2011[12],[10].
- The Invisible Dog Art Center, New York, 2013[13].
- Les viscéraux - une esthétique de l'appétence, Orange, Centre Expression, Saint-Hyacinthe, 2015[14].
- Un moment donné (entre la galerie et la maison), Galerie Joyce Yahouda, Montréal, 2016[15].

## Musées et collections publiques
- Musée national des beaux-arts du Québec[16].
- Musée des beaux-arts de Montréal
- Musée d’art contemporain de Montréal
- Musée des beaux-arts du Canada, Ottawa[17]
- Banque d’œuvres d’art du Canada
- Collection de Loto-Québec
- Collection Giverny Capital